# Aston Martin Valkyrie AMR-LMH
Chronologie des modèles
Aston Martin AMR-One Aucun
L'Aston Martin Valkyrie AMR-LMH est un prototype LMH conçu par Aston Martin et Multimatic, basé sur le coupé Valkyrie, dans le but de concourir dans le championnat du monde d'endurance FIA, dans le WeatherTech SportsCar Championship ainsi qu'aux 24 Heures du Mans, dans la nouvelle catégorie reine Hypercar.
Elle est engagée dans le championnat WEC en 2025.

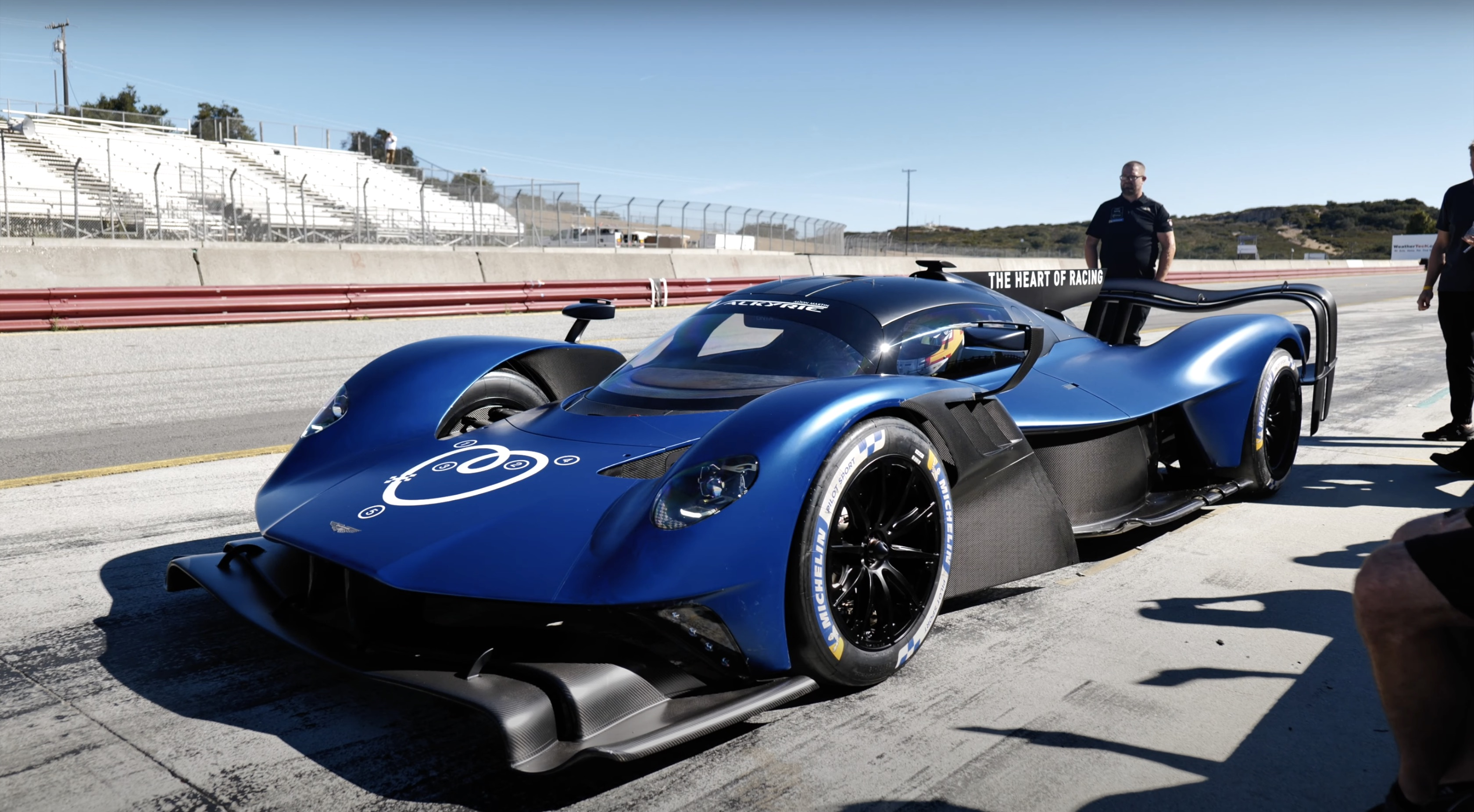
L'Aston Martin Valkyrie AMR Pro, dont est issue la version AMR-LMH, ici en roulage à Laguna Seca.

## Genèse et développement
En 2019, Aston Martin annonce son engagement dans la future catégorie Hypercar avec la Valkyrie.
En février 2020, Aston Martin annonce pourtant suspendre son programme Hypercar.
En février 2022, le constructeur britannique indique réfléchir à relancer son projet LMH avec la Valkyrie. Le constructeur convient de reparler du projet fin 2022 ou début 2023.
Le 4 octobre 2023, Aston Martin officialise finalement le retour du programme Valkyrie pour un engagement en WEC et en IMSA à partir de 2025. Le constructeur annonce également confier l'exploitation de ses Hypercars à Heart of Racing Team. 
La voiture est conçue par la société canadienne Multimatic dans son QG européen en Angleterre.
Le 16 juillet 2024, la Valkyrie AMR-LMH effectue ses premiers essais sur le circuit de Silverstone,.

## Technique
La Valkyrie est équipé d'un moteur V12 atmosphérique de 6,5 litres non-hybride de 680 chevaux conçu par Cosworth.